# Unrecht
Unrecht ist das Gegenteil von  Recht und besteht in einer Verletzung der Rechtsordnung. Was Recht und was Unrecht ist, ergibt sich normalerweise aus dem Gesetz. Die Verwirklichung von Unrecht führt in der Regel zu einer Rechtsfolge, etwa zur Schadensersatzverpflichtung oder zu einer Kriminalstrafe.

## Unrecht im Strafrecht
Der Begriff „Unrecht“ ist vor allem im Strafrecht von Bedeutung: Als Unrecht im strafrechtlichen Sinne wird die rechtswidrige – also nicht durch einen Rechtfertigungsgrund gedeckte – Verwirklichung eines Straftatbestandes bezeichnet. Strafrechtliches Unrecht setzt kein Verschulden voraus: Auch ein strafunmündiges Kind oder ein wegen Geisteskrankheit Schuldunfähiger kann strafrechtliches Unrecht begehen (allerdings nicht bestraft werden). 
Jedoch muss mitunter nach Rechtsgebiet differenziert betrachtet werden, ob eine Handlung Unrecht bedeutet. So kann etwa ein Verhalten nicht strafbar sein, gleichzeitig aber gegen zivilrechtliche Normen verstoßen und insofern beispielsweise zu einer Schadensersatzpflicht führen, wie zum Beispiel die fahrlässige Zerstörung einer Sache.

## Gesetzliches Unrecht
Der Begriff „Unrecht“ spielt auch in der Rechtsphilosophie eine Rolle, insbesondere bei der Frage, ob es „gesetzliches Unrecht“ gibt (siehe: Zur Geltung ungerechter Gesetze). Nach Auffassung des deutschen Bundesverfassungsgerichts ist eine Rechtsnorm, die offensichtlich gegen konstituierende Grundsätze des Rechts verstößt, Unrecht und wird auch nicht dadurch zu Recht, dass sie angewendet und befolgt wird.

## Begriffsgeschichte
Aristoteles betrachtete Unrecht als Bestandteil der Ethik. Er unterschied „Unrecht von Natur“ und „Unrecht kraft Verordnung“. Unrecht sei, wenn es freiwillig begangen wird, eine ungerechte Handlung. Bevor es begangen wird, sei es jedoch noch keine ungerechte Handlung, sondern lediglich Unrecht. Die aristotelische Definition antizipiert bereits den Konflikt, der in der Radbruch’schen Formel zum Ausbruch kommt.
Johann Heinrich Zedler unterschied in seinem Großen vollständigen Universallexicon aller Wissenschaften und Künste, das zwischen 1732 und 1754 erschien, Unrecht, das ein Verbrechen sei und Unrecht, das kein Verbrechen sei. Zum letzteren gehöre, wenn auf die Übertretung des Gesetzes keine Strafe gesetzt, sondern richterliche Hilfe, oder die Nichtigkeit der unternommenen Handlung zu erwarten sei. Weiterhin unterscheidet Zedler Unrecht der Bosheit und Unrecht der Schwachheit und des Versehens. Beide seien dem Grade nach verschieden.
Johann Wolfgang von Goethe schrieb in Wilhelm Meisters Lehrjahre: „Niemand weiß, was er tut, wenn er recht handelt; aber des Unrechten sind wir uns immer bewußt.“ Damit definierte er Unrecht als bewusstes Unrecht, während Tun, welches dem Recht entspricht, unbewusst bleibe. Goethe betrachtete Unrechts- und Rechtsbewusstsein als Intuition. Zur Ähnlichkeit von Recht und Unrecht schrieb er: „Was ich studiere? Zuvörderst die Distinktionen (Unterscheidungen) und Subtilitäten (Spitzfindigkeiten), wodurch man Recht und Unrecht einander ziemlich ähnlich gemacht hat: das heißt, ich studiere auf einen Doktor beider Rechte.“
Der indische Philosoph Shankara ging davon aus, dass ohne Anerkennung eines Gottes, der in der von ihm geoffenbarten heiligen Schrift dargelegt hat, was zu tun und was zu unterlassen ist, der Mensch nicht imstande sei, Gutes und Böses zu unterscheiden. Er schloss daraus: „Was in einem bestimmten Zusammenhang von Ort, Zeit und Ursache als eine Pflicht geübt wird, das wird unter anderen Verhältnissen von Ort, Zeit und Ursache ein Unrecht.“